# Velika nagrada Brazilije 2002
Velika nagrada Brazilije 2002 je bila tretja dirka Svetovnega prvenstva Formule 1 v sezoni 2002. Odvijala se je 31. marca 2002.

## Poročilo

### Kvalifikacije
V sobotnih kvalifikacijah je svoj dirkalnik na najboljši štartni položaj postavil Juan Pablo Montoya iz moštva BMW Williams. Za Kolumbijca je bil ta najboljši štartni položaj četrti v Formuli 1 in prvi v sezoni.
Na drugo mesto se je uvrstil Michael Schumacher iz moštva Ferrari, medtem ko je tretje mesto zasedel Nemčev brat Ralf v drugem dirkalniku moštva BMW Williams. Na četrto in peto mesto sta se uvrstila David Coulthard in Kimi Räikkönen iz moštva McLaren-Mercedes, ki sta tovrsten rezultat že dosegla v kvalifikacijah pred prvo dirko sezone za Veliko nagrado Avstralije. Na šesto in sedmo mesto sta se uvrstila Jarno Trulli in Jenson Button iz moštva Renault, medtem ko je domači dirkač Rubens Barrichello v drugem dirkalniku moštva Ferrari zasedel osmo mesto.
Vsi dirkači, ki so se uvrstili od drugega do osmega mesta, so za prvouvrščenim Montoyo imeli manj kot sekundo zaostanka. Med desetimi najboljšimi sta bila še Nick Heidfeld iz moštva Sauber in Mika Salo iz moštva Toyota.
Pri Ferrariju je Michael Schumacher ta konec tedna prvič nastopal v novem dirkalniku F2002, potem ko so pri italijanskem moštvu na prvih dveh preizkušnjah nove sezone nastopali s posodobljeno različico dirkalnika F2001 iz predhodne sezone. To je v Braziliji zadnjič uporabljal Barrichello, prav tako pa je bila na voljo obema dirkačema kot nadomestni dirkalnik.
Barrichello in dirkač moštva Jordan Takuma Sato sta bila kaznovana z razveljavitvijo najboljših časov zaradi prevožene rdeče luči pri izhodu iz boksov ter jima je za uvrstitev veljal drugi najboljši čas. Sicer bi oba dirkača tudi brez kazni zasedla osmo oziroma devetnajsto mesto.

### Dirka
Štiri in pol ure pred štartom se je začel ogrevalni trening v trajanju 30 minut. Dve minuti pred načrtovanim koncem tega treninga je nesrečo doživel domači dirkač Enrique Bernoldi iz moštva Arrows. Ko se je ob Bernoldijevem razbitem dirkalniku ustavil avtomobil z zdravniško ekipo, je v odprta voznikova vrata tega avtomobila s svojim dirkalnikom trčil Heidfeld. V nesrečah nihče ni bil poškodovan, do nadaljevanja treninga pa ni prišlo. Tako Bernoldi kot Heidfeld sta se udeležila dirke.
Dirka je potekala v suhem vremenu ob temperaturi zraka okrog 30 stopinj Celzija. Montoya in Michael Schumacher sta se po štartu potegovala za vodilni položaj. Po prevoženem prvem ovinku je Nemec prehitel Kolumbijca. Montoya je pred četrtim ovinkom ob prepoznem zaviranju trčil v zadnji del Schumacherjevega dirkalnika in izgubil sprednje krilo. Kolumbijec je moral v bokse, medtem ko je Nemec nadaljeval dirkati na prvem mestu.
Po prvem krogu je Michael Schumacher držal vodstvo pred bratom Ralfom. V naslednjih petih krogih se je na drugo mesto prebil domači dirkač Barrichello v drugem Ferrarijevem dirkalniku. Po štartu z osmega položaja je ta prehitel oba dirkača moštva Renault, potem pa oba dirkača moštva McLaren-Mercedes in nazadnje Ralfa Schumacherja.
Po trinajstih krogih je Michael Schumacher spustil Barrichella v vodstvo, kar je navdušilo domače navijače. Nemec je vedel, da bo Brazilec stavil na strategijo dveh postankov v boksih in kmalu zatem zaradi pomanjkanja goriva prvič zapeljal v bokse. Do tega sicer ni prišlo, saj je Barrichello tri kroge pozneje zaradi problema s hidravliko že tretjič na treh dirkah nove sezone odstopil. Michael Schumacher je potem brez težav držal vodilni položaj pred bratom Ralfom, ki pa je na drugem mestu prav tako imel precejšnjo prednost pred štirimi dirkači moštev Renault in McLaren-Mercedes, ki so se močno bojevali za uvrstitve od tretjega do šestega mesta.
Moštva BMW Williams, Renault in McLaren-Mercedes so dirkala s pnevmatikami Michelin in po navadi stavila na strategijo enega postanka v boksih, medtem ko je bilo za pričakovati, da se bodo pri moštvu Ferrari, ki je dirkalo s pnevmatikami Bridgestone, odločili za strategijo dveh postankov v boksih, preden je sredi dirke postalo jasno, da bo tudi Michael Schumacher le enkrat zapeljal v bokse. Po postanku Nemca v boksih je vodstvo pet krogov držal njegov brat Ralf, ki se je za edini postanek v boksih odločil po 44 krogih. S tem si je Michael Schumacher zagotovil zmago, Ralf pa drugo mesto. Brata Schumacher sta ciljno črto prečkala skoraj hkrati, saj je Michael v zadnjem krogu upočasnil in omogočil Ralfu zmanjšanje zaostanka na manj kot sekundo.
V boju moštev Renault in McLaren-Mercedes je zmagal voznik slednjega Coulthard, ki se je uvrstil na tretje mesto in ugnal Buttna, ki pa je na drugi zaporedni dirki dosegel četrto mesto. Coulthard in Button sta ciljno črto prečkala z zaostankom približno ene minute za zmagovalcem in bila edina dirkača dveh moštev, ki sta končala dirko, saj je Trulli v drugem dirkalniku moštva Renault odstopil po 60 krogih zaradi eksplodiranega motorja, medtem ko je Räikkönen v drugem dirkalniku moštva McLaren-Mercedes zaradi problema s kolesom prevozil 67 od 71 krogov in bil uvrščen na dvanajsto mesto pred zadnjeuvrščenim Alexom Yoongom iz moštva Minardi, ki je za zmagovalcem zaostal za štiri kroge.
Montoya je bil najhitrejši dirkač na progi, a se mu je po trčenju v prvem krogu uspelo prebiti le do petega mesta, ki mu je prineslo dve točki. Ciljno črto je prečkal z zaostankom približno ene sekunde za Buttnom na četrtem mestu. Toyotin dirkač Salo je kljub zaostanku enega kroga za zmagovalcem drugič v sezoni osvojil točko za uvrstitev na šesto mesto. Brez točk sta ostala oba voznika moštva Jaguar, saj se je Eddie Irvine uvrstil na sedmo mesto pred moštvenim kolegom Pedrom de la Roso.

## Rezultati

### Kvalifikacije
* - kazen
| Poz | Št | Dirkač                | Konstruktor      | Čas       | Zaostanek |
| --- | -- | --------------------- | ---------------- | --------- | --------- |
| 1   | 6  | Juan Pablo Montoya    | Williams-BMW     | 1:13,114  |           |
| 2   | 1  | Michael Schumacher    | Ferrari          | 1:13,241  | +0,127    |
| 3   | 5  | Ralf Schumacher       | Williams-BMW     | 1:13,328  | +0,214    |
| 4   | 3  | David Coulthard       | McLaren-Mercedes | 1:13,565  | +0,451    |
| 5   | 4  | Kimi Raikkonen        | McLaren-Mercedes | 1:13,595  | +0,481    |
| 6   | 14 | Jarno Trulli          | Renault          | 1:13,611  | +0,497    |
| 7   | 15 | Jenson Button         | Renault          | 1:13,665  | +0,551    |
| 8   | 2  | Rubens Barrichello    | Ferrari          | 1:13,935* | +0,821    |
| 9   | 7  | Nick Heidfeld         | Sauber-Petronas  | 1:14,233  | +1,119    |
| 10  | 24 | Mika Salo             | Toyota           | 1:14,443  | +1,329    |
| 11  | 17 | Pedro de la Rosa      | Jaguar-Ford      | 1:14,464  | +1,350    |
| 12  | 8  | Felipe Massa          | Sauber-Petronas  | 1:14,533  | +1,419    |
| 13  | 16 | Eddie Irvine          | Jaguar-Ford      | 1:14,537  | +1,423    |
| 14  | 9  | Giancarlo Fisichella  | Jordan-Honda     | 1:14,748  | +1,634    |
| 15  | 11 | Jacques Villeneuve    | BAR-Honda        | 1:14,760  | +1,646    |
| 16  | 25 | Allan McNish          | Toyota           | 1:14,990  | +1,876    |
| 17  | 12 | Olivier Panis         | BAR-Honda        | 1:14,996  | +1,982    |
| 18  | 20 | Heinz-Harald Frentzen | Arrows-Cosworth  | 1:15,112  | +1,998    |
| 19  | 10 | Takuma Sato           | Jordan-Honda     | 1:15,296* | +2,182    |
| 20  | 23 | Mark Webber           | Minardi-Asiatech | 1:15,340  | +2,226    |
| 21  | 21 | Enrique Bernoldi      | Arrows-Cosworth  | 1:15,355  | +2,241    |
| 22  | 22 | Alex Yoong            | Minardi-Asiatech | 1:16,728  | +3,614    |

### Dirka
| Poz | Št | Dirkač                | Konstruktor      | Krogi | Čas/Odstop  | Št. m. | Toč |
| --- | -- | --------------------- | ---------------- | ----- | ----------- | ------ | --- |
| 1   | 1  | Michael Schumacher    | Ferrari          | 71    | 1:31:43,662 | 2      | 10  |
| 2   | 5  | Ralf Schumacher       | Williams-BMW     | 71    | + 0,588 s   | 3      | 6   |
| 3   | 3  | David Coulthard       | McLaren-Mercedes | 71    | + 59,109 s  | 4      | 4   |
| 4   | 15 | Jenson Button         | Renault          | 71    | + 1:06,883  | 7      | 3   |
| 5   | 6  | Juan Pablo Montoya    | Williams-BMW     | 71    | + 1:07,563  | 1      | 2   |
| 6   | 24 | Mika Salo             | Toyota           | 70    | +1 krog     | 10     | 1   |
| 7   | 16 | Eddie Irvine          | Jaguar-Cosworth  | 70    | +1 krog     | 13     |     |
| 8   | 17 | Pedro de la Rosa      | Jaguar-Cosworth  | 70    | +1 krog     | 11     |     |
| 9   | 10 | Takuma Sato           | Jordan-Honda     | 69    | +2 kroga    | 19     |     |
| 10  | 11 | Jacques Villeneuve    | BAR-Honda        | 68    | Motor       | 15     |     |
| 11  | 23 | Mark Webber           | Minardi-Asiatech | 68    | +3 krogi    | 20     |     |
| 12  | 4  | Kimi Räikkönen        | McLaren-Mercedes | 67    | Platišče    | 5      |     |
| 13  | 22 | Alex Yoong            | Minardi-Asiatech | 67    | +4 krogi    | 22     |     |
| Ods | 7  | Nick Heidfeld         | Sauber-Petronas  | 61    | Zavore      | 9      |     |
| Ods | 14 | Jarno Trulli          | Renault          | 60    | Motor       | 6      |     |
| Ods | 8  | Felipe Massa          | Sauber-Petronas  | 41    | Trčenje     | 12     |     |
| Ods | 25 | Allan McNish          | Toyota           | 40    | Zavrten     | 16     |     |
| Ods | 12 | Olivier Panis         | BAR-Honda        | 25    | Menjalnik   | 17     |     |
| Ods | 20 | Heinz-Harald Frentzen | Arrows-Cosworth  | 25    | Vzmetenje   | 18     |     |
| Ods | 21 | Enrique Bernoldi      | Arrows-Cosworth  | 19    | Vzmetenje   | 21     |     |
| Ods | 2  | Rubens Barrichello    | Ferrari          | 16    | Hidravlika  | 8      |     |
| Ods | 9  | Giancarlo Fisichella  | Jordan-Honda     | 6     | Motor       | 14     |     |